# Thomas Carlyle

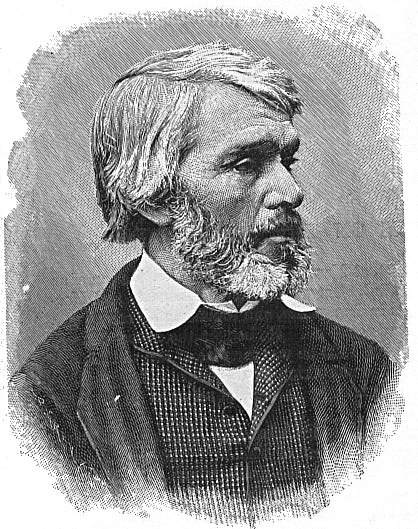
Thomas Carlyle, Stahlstich, 1902

Statue von Thomas Carlyle in London um 1910

Thomas Carlyle (* 4. Dezember 1795 in Ecclefechan, Dumfries and Galloway; † 5. Februar 1881 in London) war ein schottischer Essayist und Historiker, der im viktorianischen Großbritannien sehr einflussreich war.

## Leben und Werk
Carlyle wurde als der Sohn eines wohlhabenden Pächters geboren. In seinem Geburtshaus in Ecclefechan ist heute ein Museum eingerichtet. Er besuchte im Alter von 14 Jahren die Universität Edinburgh und widmete sich hier, da er in der Theologie keine Befriedigung fand, insbesondere dem Studium der Mathematik und der Sprachen, v. a. der deutschen Sprache und Literatur.
Nach Beendigung seiner Studien sah er sich zur Annahme spärlich bezahlter Lehrerstellungen erst in Schottland, dann in London genötigt, bis ihn eine zur Scheinehe werdende Heirat in den Stand setzte, sich zunächst auf einem kleinen Landgut in Schottland, seit 1833 in Chelsea bei London, ganz der Literatur zu widmen. Außer mehreren Übersetzungen mathematischer Werke hatte er schon seit 1823 an Sir David Brewsters Edinburgh Encyclopaedia und an der Edinburgh Review mitgearbeitet, insbesondere Essays über Montesquieu, Montaigne, Nelson, den älteren und jüngeren Pitt und über Goethes Faust veröffentlicht.

Thomas Carlyle

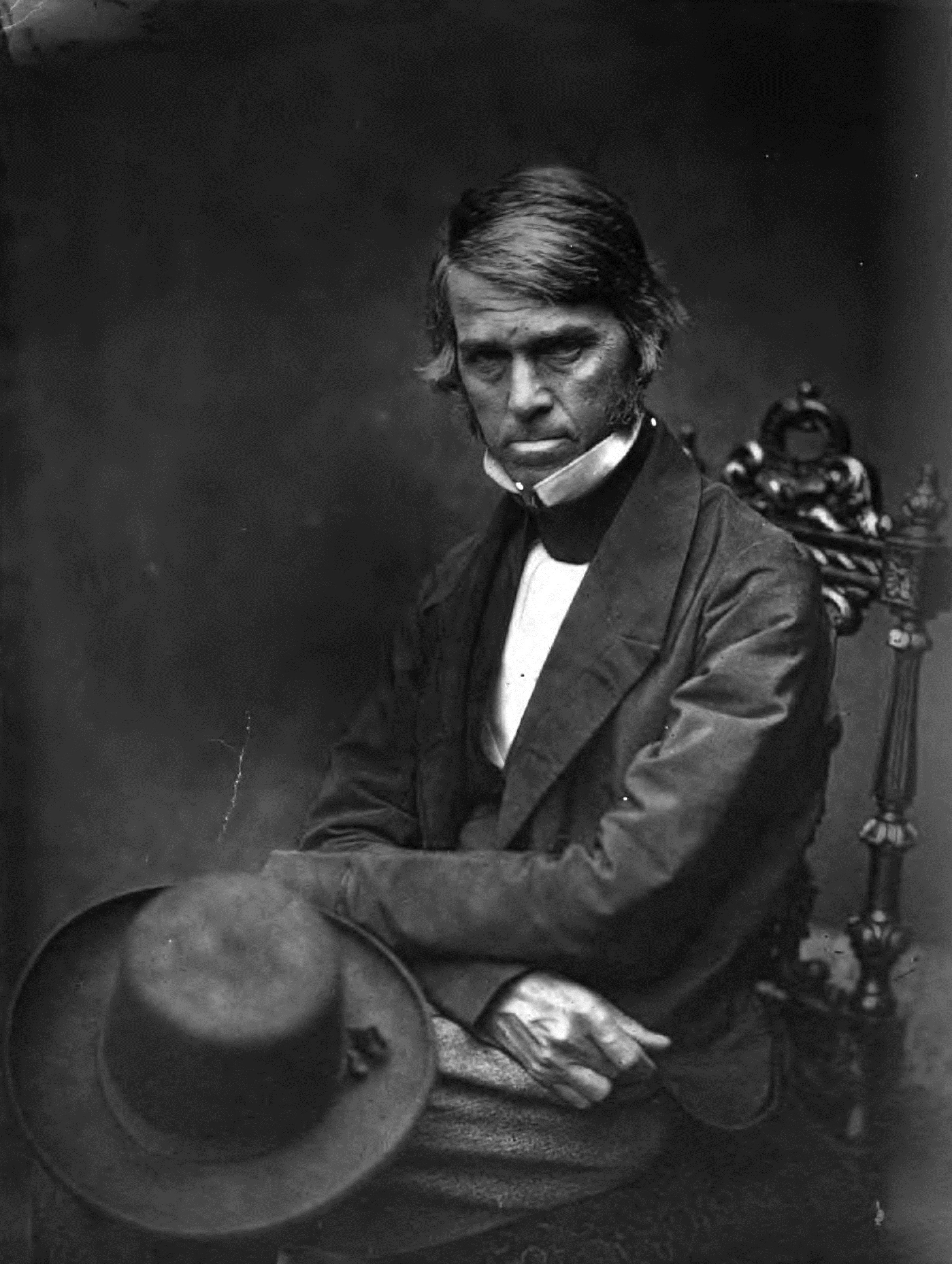
Thomas Carlyle, 1854. Foto von R. S. Tait

Die neuere deutsche Literatur nahm ihn damals ganz gefangen, und niemand hat mehr als Carlyle dazu beigetragen, ihre Kenntnis den Engländern zu vermitteln. Im Zeitraum weniger Jahre publizierte er eine Übersetzung von Goethes Wilhelm Meister: William Meister’s Apprenticeship (Edinb. 1825, 3 Bde.), eine Biografie Schillers: Life of Schiller, an Examination of His Works (London 1825) und eine Auswahl von Übersetzungen aus Goethe, Fouqué, Tieck, Musäus, Jean Paul, Hoffmann u. a. mit kritischen und biografischen Einleitungen unter dem Titel German Romance (Edinb. 1827, 4 Bde.) sowie eine große Anzahl kleinerer Aufsätze, z. B. über Werner, Novalis, den Briefwechsel Goethes mit Schiller, Heine, das Nibelungenlied etc., die später mit anderen in der Sammlung seiner Essays (5 Bde.) vereinigt sind.
1826 heiratete er Jane Welsh, die er bereits seit 1821 über seinen Bekannten Edward Irving kannte. Die Ehe war über vierzig Jahre geprägt von gegenseitiger Inspiration und Liebe, aber auch ständigen intellektuellen Streitigkeiten. Sein namensgleicher Cousin, Thomas Carlyle, war in der von Irving mitbegründeten Katholisch-apostolischen Gemeinde als Apostel tätig.
Durch seine Schriften war Carlyle zu Goethe in Beziehung getreten; sie begannen einen Briefwechsel, und Goethe übernahm die Einleitung zur 1830 in Frankfurt erschienenen deutschen Übersetzung der Schiller-Biografie. Die nächste größere Schrift Carlyles, die zuerst in Fraser’s Magazine veröffentlicht wurde, führt den Titel Sartor resartus, or Life and Opinions of Herr Teufelsdroeckh (deutsch von Fischer, Leipzig 1882); sie ist offenbar unter dem Einfluss Jean Pauls entstanden und wendet sich mit schonungsloser Härte gegen das, was er für die Gebrechen der Zeit hielt. Größere Wirkung hatte aufgrund des glänzenden und hinreißenden Stils das erste umfangreiche historische Werk Carlyles, seine Geschichte der Französischen Revolution (The French Revolution: A History, London 1837, 3 Bde.; deutsch von Feddersen, Leipzig 1844, 3 Bde.). 1839 erschien ein Essay über den Chartismus.
In den Jahren 1837–1840 hielt Carlyle in London mehrere Vortragszyklen, von denen eine Serie, die Vorträge über Helden, Heldenverehrung und Heldentum in der Geschichte, gedruckt wurde. Aus diesen vor einem kleinen, aber begeisterten Auditorium gehaltenen Vorträgen erkennt man deutlich die unter dem Einfluss des deutschen Idealismus stehende, aber auch vom Calvinismus seiner der Burgher secession church (einer Abspaltung von der Church of Scotland) angehörenden Familien geprägte antirationalistische, antiutilitaristische und autoritaristische Weltanschauung und das politische System des Romantikers Carlyle. Er stellt darin fünf Typen des Heldentums auf: den Propheten (Mohammed), den Dichter (Dante und Shakespeare), den Priester (Luther und Knox), den Schriftsteller (Johnson, Rousseau, Burns) sowie den Herrscher (Cromwell und Napoleon), und aufs Nachdrücklichste tritt er für das Recht des Genius ein, die Welt aufgrund seiner intuitiv gewonnenen Einsichten in das geschichtlich Notwendige autonom zu gestalten. Geschichte erschien ihm gleichbedeutend mit der Biographie der großen Männer, von denen sie, wie später Heinrich von Treitschke formulierte, gemacht werde.
Sein Buch Past and Present (London 1843) knüpft an ein Tagebuch eines Mönchs aus dem 12. Jahrhundert an und bekämpft leidenschaftlich die Verlogenheit der modernen Gesellschaft. Friedrich Engels schrieb damals aus Manchester, diese Schrift sei die einzige lesenswerte Schrift dieses Jahres aus England. Seine Latter-Day Pamphlets (das. 1850), unter dem Eindruck der Revolution von 1848 entstandene Weissagungen des Jüngsten Tags, lassen ähnliche Tendenzen erkennen.
1845 erschien das bedeutendste historische Werk Carlyles, seine Biografie Cromwells (Letters and Speeches of Oliver Cromwell, London 1845, 5 Bde.), das zum ersten Mal, einer neuen Auffassung Bahn brechend, den puritanischen Feldherrn und Staatsmann zu einer Figur von erhabener Größe stilisierte.
Auf umfangreichen, in Deutschland gemachten Studien beruht die Geschichte Friedrichs II. (The History of Friedrich II, Called Frederick the Great. London 1858–1865, 6 Bde.; deutsch von Neuberg und Althaus, Berlin 1858–69), deren manieristischer Sprachstil allerdings verschiedentlich kritisiert wurde. Auch hier ist die Tendenz unverkennbar, Friedrich II. zur Heldenfigur von übermenschlichem Format zu stilisieren. Otto von Bismarck schrieb im Dezember 1875 an Carlyle: „Sie haben den Deutschen unseren großen Preußenkönig in seiner vollen Gestalt, wie eine lebendige Bildsäule hingestellt.“

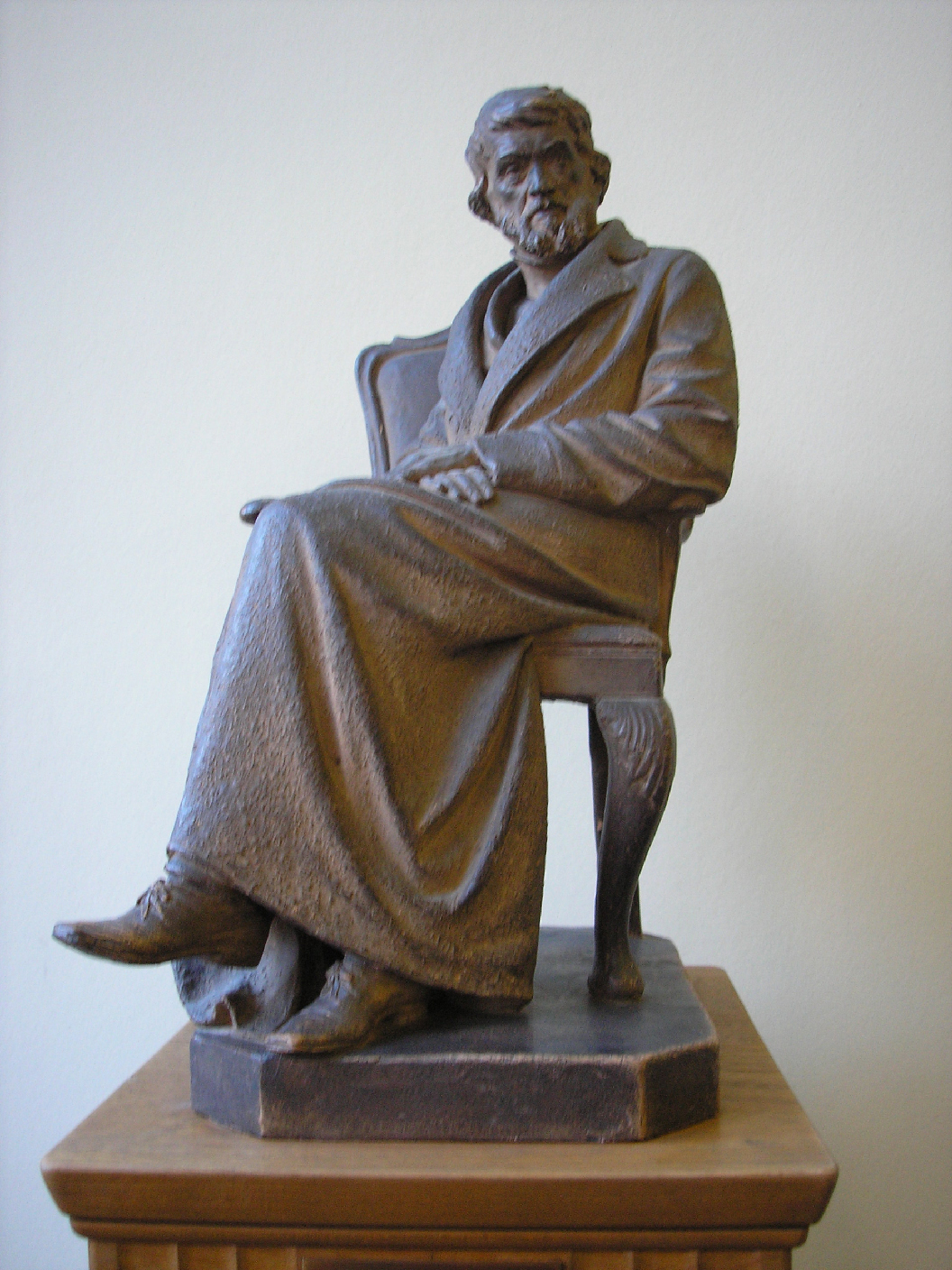
Thomas Carlyle – Skulptur in der Nationalbibliothek Edinburgh (Foto: Ingeburg Peters)

Zu den anerkanntesten in englischer Sprache geschriebenen Biografien gehört The Life of John Sterling (1851). Die letzten historischen Arbeiten, die Carlyle veröffentlicht hat, sind Essays über die ältere Geschichte Norwegens und John Knox (The early kings of Norway and an essay on the portraits of John Knox, 1875).
1867 bekämpfte er unter dem Titel Shooting Niagara – and After? die Agitation für eine demokratische Parlamentsreform; 1871 trat er in seinen Letters on the War Between Germany and France gegen die in England herrschende Strömung auf das entschiedenste für das Recht Deutschlands gegen Frankreich ein; endlich veröffentlichte er noch während der orientalischen Wirren eine Streitschrift zugunsten Russlands, wie denn der gewöhnlich Gladstone zugeschriebene Ausdruck „the unspeakable Turk“ in Wirklichkeit von ihm herrührt. Er unterstützte Gladstone 1876 bei dessen außerparlamentarischer Agitation für ein internationales Eingreifen gegen die brutale türkische Unterdrückung des bulgarischen Aprilaufstands und trat gemeinsam mit ihm und anderen Persönlichkeiten des öffentlichen Lebens bei einer Kundgebung in der Londoner St James’s Hall auf.
1865 wurde er als Nachfolger Gladstones gegen Benjamin Disraeli zum Rektor der Universität Edinburgh erwählt. 1874 wurde Carlyle in den preußischen Orden „Pour le Mérite für Wissenschaften und Künste“ aufgenommen. 1875 wurde in England zur Feier seines 80. Geburtstags eine goldene Medaille geprägt, und britische Koryphäen der Literatur, Darwin, Forster, Joseph Dalton Hooker, Friedrich Max Müller, Tennyson, sandten ihm Glückwünsche, aus Deutschland unterzeichneten unter anderem Droysen, Gneist und Leopold von Ranke eine Grußbotschaft.
Bald nach dem Tod seiner Ehefrau Jane Welsh Carlyle im Jahr 1866 veröffentlichte Thomas Carlyle ihren Briefwechsel, da ihn Schuldgefühle nach der Lektüre ihres Tagebuchs plagten. Am 3. Dezember 1866 wurde er zum Fellow der Royal Society of Edinburgh gewählt. 1878 wurde er in die American Academy of Arts and Sciences aufgenommen. Carlyle starb 1881 in London als „allgemein betrauerte Koryphäe der englischen Schriftstellerwelt“.
Die berüchtigte Kennzeichnung der politischen Ökonomie als „dismal science“ entstammt Carlyles Feder. Sie war insbesondere auf die Bevölkerungstheorie von Malthus und Sismondi gemünzt.

## Gegner der afroamerikanischen Emanzipation
Die Phrase The Nigger Question verwendete Carlyle zum ersten Mal in Fraser’s Magazine im Dezember 1849. Der Artikel erschien 1853 als separates Pamphlet. 1834 hatte England und 1848 Frankreich die Sklaverei in ihren Kolonien abgeschafft. Gleichzeitig wurde in England ein neues Armenrecht verabschiedet. Carlyle behauptete eine natürliche Faulheit und Lasterhaftigkeit der Farbigen und befürchtete schädliche Konsequenzen der Sklavenbefreiung für die Kolonien selbst wie auch für die Arbeitsdisziplin der unteren Klassen in England.
Auf der Suche nach einem Auskommen als Schriftsteller in London hatte Carlyle früh die Bekanntschaft von John Stuart Mill gesucht, den er aufgrund seines im Examiner veröffentlichten Artikels The Spirit of the Age für einen geistesverwandten Gesellschaftskritiker hielt. Mill hat Carlyle tatsächlich lange Zeit unterstützt und mit ihm Kontakt gehalten, obwohl er sich nicht zu dessen Ansichten bekehren lassen wollte. Carlyles „Negerpamphlet“ indessen hatte Mill empört, weil es offen das Recht des Stärkeren predigte.
Edward John Eyre, ab 1861/64 Gouverneur von Jamaika, schlug 1865 eine Rebellion auf Morant Bay blutig nieder, rief das Kriegsrecht aus und ließ einen Baptistenprediger als angeblichen Aufrührer hinrichten. In England wurde eine Royal Commission zur Untersuchung der Vorgänge eingesetzt. Mill setzte sich öffentlich für eine Strafverfolgung der verantwortlichen Beamten ein; Carlyle dagegen ergriff öffentlich Partei für das Eyre Defence Committee und spendete diesem 100 Pfund.

## Rezeption
Thomas Carlyle verband einen sozialen Idealismus mit einer Kritik am Materialismus. Damit war er einer der Ideengeber für verschiedene soziale Bewegungen wie die Settlement-Bewegung.
Carlyles geschichtsphilosophisches Konzept der Geschichte als Schöpfung enkomiastisch dargestellter Heldenfiguren wirkte stark auf die personenorientierte deutsche Geschichtsschreibung des Historismus im 19. Jahrhundert (Heinrich von Treitschke: „Männer machen Geschichte“) wie auf die neuromantische intuitionistische Geschichtsauffassung und Gestalttheorie des George-Kreises (Friedrich Gundolf; Ernst Kantorowicz).

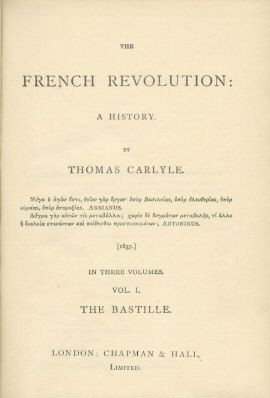
The French Revolution: A History, Band 1: The Bastille

### Deutsche Durchhalteliteratur des Ersten Weltkriegs
Der deutsche Verlag Langewiesche begann seine Reihe der Blauen Bücher 1902 mit einer Carlyle-Auswahl unter dem Titel Arbeiten und nicht verzweifeln.
In einer Neuauflage nach dem Ersten Weltkrieg bemerkte der geschäftstüchtige Verleger in seiner Einleitung:

„Im zweiten Kriegssommer erschien dann bereits das 181. bis 200. Tausend des Buches und wurde in 10 Monaten, hauptsächlich an den Fronten, abgesetzt, wo also deutsche Soldaten vielfach Carlyle gelesen haben, während sie gegen dasselbe England kämpften, dem grade er die Notwendigkeit des Anschlusses an deutsches Geistesleben so leidenschaftlich und so vergeblich gepredigt hat…“

Carlyles Interesse für deutsche Geschichte und Kultur fand Ausdruck in pathetischen Formulierungen, die nun, angesichts der Niederlage, ganz im Sinne deutscher Machtinteressen zitiert wurden: „Die Zukunft Deutschlands ist die Zukunft der Welt.“

## Werke

### Gedruckt
Eine Gesamtausgabe der Werke Carlyles erschien in 37 Bänden (Chapman & Hall, London 1872–74). Anthologien aus seinen Schriften sind wiederholt herausgegeben worden, so von Ballantyne (London 1870), von Barrel (New York 1876), von Williamson (Carlyle’s Birthday Book, London 1879). Eine deutsche Ausgabe Ausgewählte Schriften (6 Bde.) veröffentlichte August Kretzschmar (Verlag Wigand, Leipzig 1855–56). Eine weitere, aufgestockte deutsche Werkausgabe kam beim selben Verlag 1895 in neun Bänden heraus. James A. Froude veröffentlichte aus dem Nachlass Reminiscences (London 1881, 2 Bde.), Lebensbilder seines Vaters, seiner Gattin, seines Jugendfreundes Edw. Irving und dreier schriftstellerischer Zeitgenossen (Lord Jeffrey, Southey, Wordsworth), die viel Anstoß erregten.
- Sartor Resartus (1831)
- The French Revolution: A History (1837)
- On Heroes and Hero Worship and the Heroic in History (1841)
- Past and Present (1843)
- Letters and Speeches of Oliver Cromwell (1845)
- History of Friedrich II of Prussia (1858)

### Online
- Die französische Revolution
  - Band 1 (im Projekt Gutenberg-DE)
  - Band 2 (im Projekt Gutenberg-DE)
- Das Leben Schillers im Project Gutenberg

### Auf Deutsch

#### Neuere Ausgaben
- Arbeiten und Nicht verzweifeln. Karl Robert Langewiesche Verlag, 1990.
- Sartor Resartus. Leben und Meinungen des Herrn Teufelsdröckh. Manesse Verlag, 1991, ISBN 3-7175-1804-6.
- Über das Heroische in der Geschichte. Übersetzt von Egon Friedell. Sabon-Verlag, 2001, ISBN 3-907928-31-8.
- Die Französische Revolution. Band 1, Europäischer Geschichtsverlag, 2010, ISBN 978-3-86382-275-0.
- Die Französische Revolution. Band 2, Europäischer Geschichtsverlag, 2010, ISBN 978-3-86382-276-7.
- Die Französische Revolution. Band 3, Europäischer Geschichtsverlag, 2010, ISBN 978-3-86382-277-4.
- Geschichte Friedrichs des Zweiten genannt der Große. Sechs Bände. Band 1, Europäischer Geschichtsverlag, 2011, ISBN 978-3-86382-286-6.

#### Ältere Ausgaben
- Das Leben Schillers. Wilmans Verlag, Frankfurt 1830. (Mit im Anhang: Die Daniel-Schubart Briefe von Schiller.)
- Geschichte Friedrichs II. von Preußen, genannt Friedrich der Große. Band 1–6, Berlin 1858 bis 1865, (Übersetzt von Josef Neuberg und S. Althaus), R. v. Deckers Verlag (G. Schenck).
- Lebenserinnerungen. Übersetzt von Paul Jäger. 2 Bände, Verlag Vandenhoeck & Ruprecht, 1901.
- Vermischte Aufsätze. Verlag Vandenhoeck & Ruprecht, 1910.
- Die grosse Revolution. Übersetzt von Adalbert Luntowski, Verlag Neues Leben / Wilhelm Borngräber, Berlin 1911, 400 S.
- Goethes Briefwechsel mit Thomas Carlyle. Einhorn-Verlag, 1919.
- Das Diamantenhalsband. Musarion Verlag, 1920.
- Heldentum und Macht. Herausgegeben von Michael Freund. Alfred Kröner Verlag, 1935.